# Чемпионат СССР по боксу 1945
11-й чемпионат СССР по боксу проходил с 1 по 11 июня 1945 года в Москве. Соревнования проводились по системе выбывания после 2-го поражения по формуле боёв 3 раунда по 3 минуты. Участие в чемпионате принимали 62 боксёра из 14 городов от 12 спортивных организаций.

## Медалисты
| Весовая категория           | Золото                                    | Серебро                                     | Бронза                                                               |
| --------------------------- | ----------------------------------------- | ------------------------------------------- | -------------------------------------------------------------------- |
| Наилегчайший вес (до 51 кг) | Лев Сегалович РККА (Москва)               | Борис Каладзе «Динамо» (Тбилиси)            | Габриэл Ханукашвили «Динамо» (Тбилиси)                               |
| Легчайший вес (до 54 кг)    | Иван Авдеев «Динамо» (Москва)             | Эдуард Аристагов ВМФ (Ленинград)            | В. Удалов «Торпедо» (Горький)                                        |
| Полулёгкий вес (до 57 кг)   | Иван Князев «Водник» (Ленинград)          | Александр Любимов «Крылья Советов» (Москва) | П. Сомов «Динамо» (Москва)                                           |
| Лёгкий вес (до 60 кг)       | Виктор Пушкин «Крылья Советов» (Москва)   | Харальд Канепи «Динамо» (Таллин)            | Шалва Горгаслидзе «Динамо», (Тбилиси) Анатолий Грейнер РККА (Москва) |
| Полусредний вес (до 67 кг)  | Сергей Щербаков «Крылья Советов» (Москва) | Василий Никитин РККА (Ленинград)            | Василий Барандеев РККА (Москва)                                      |
| Средний вес (до 73 кг)      | Евгений Огуренков «Строитель» (Москва)    | Роман Каристэ «Динамо» (Таллин)             | Василий Чудинов РККА (Москва)                                        |
| Полутяжёлый вес (до 81 кг)  | Левон Гудушаури «Динамо» (Тбилиси)        | Анатолий Степанов РККА (Москва)             | Григорий Каци «Трудовые резервы» (Донецк)                            |
| Тяжёлый вес (свыше 81 кг)   | Николай Королёв «Пищевик» (Москва)        | Мартин Линнамяги «Динамо» (Таллин)          | Рудольф Ланге «Калев» (Таллин)                                       |